# Ton Stadhouders
Antonius Henricus (Ton) Stadhouders (Gemonde (Boxtel), 24 juli 1929 - 's-Hertogenbosch, 11 april 2010) was een Nederlands burgemeester.

## Carrière
Stadhouders, van de KVP en later het CDA, was directeur van een ziekenhuis in Culemborg en daarna achtereenvolgens burgemeester van de gemeenten Culemborg (wnd), Huissen, Haaksbergen en Veldhoven. Hij werd onderscheiden als Officier in de Orde van Oranje-Nassau en was sinds zijn afscheid als burgemeester aldaar ereburger van Veldhoven. Hij kreeg in Huissen voor elkaar dat er een hypermoderne wijk met 2.400 huizen gebouwd werd in de Zilverkamp. Van 1994 tot en met 2002 was hij voorzitter van de Raad van Toezicht van Severinus, een zorginstelling voor verstandelijk gehandicapten te Veldhoven.
Stadhouders verwierf enige landelijke bekendheid doordat hij in 1983 paus Johannes Paulus II verwelkomde op het Veldhovense vliegveld.

## Gezin en opvolgers in het openbaar bestuur
Stadhouders was het zevende kind en de jongste zoon uit een gezin met acht kinderen, waarvan het schoolhoofd Henricus Cornelis Stadhouders en Joanna Carolina van Hoppe de ouders waren.
Stadhouders huwde in december 1959 te Boxtel met Margreetje Smits (Deurne en Liessel, 16 februari 1932), dochter van Peter Joannes Smits en Regina Francisca Maria van Oers. Het gezin telde drie dochters. Twee van Stadhouders' dochters zijn eveneens werkzaam in het openbaar bestuur: Karin Stadhouders, cultuurhistorica, is sinds 2009 griffier van Provinciale Staten van de provincie Flevoland en was van 1999 tot 2004 voor het CDA lid van Provinciale Staten van de provincie Utrecht. Vanaf 1 maart 2004 tot 2009 was zij wethouder in de gemeente De Bilt, waar zij eerder al gemeenteraadslid was. De juriste Ingeborg Stadhouders (Huissen, 11 januari 1970), was van 2007 tot en met 19 april 2010 wethouder van Economische Zaken, Openbare Werken en Integraal Waterbeheer van Wageningen.

## Overlijden
Stadhouders overleed op 80-jarige leeftijd aan een hersenbloeding en werd begraven op begraafplaats Munsel te Boxtel.

## De geslachtsnaam Stadhouders
Hoewel er meer, maar niets met elkaar te maken hebbende stammen met de geslachtsnaam Stadhouder(s) bestaan, maakt die van Ton deel uit van de groep waarvan de naam is terug te voeren tot Geraerdt Anthonis Wiericx (ca. 1550-1617). Diens zoon Cornelis Geert Anthonis Wiericx, geboren rond 1575 trouwt in 1599 met Maeyken Peter Cornelis Joosten "alias stadhouders", de dochter van Peter Cornelis Joosten, die van ongeveer 1553 tot 1593 voor Oosterhout stadhouder van de schout was. Hun kleinkinderen gingen de naam van de functie als geslachtsnaam Stadhouders voeren.